# Rio Verde EC
Rio Verde EC is een Braziliaanse voetbalclub uit Rio Verde de Mato Grosso in de staat Mato Grosso do Sul.

## Geschiedenis
De club werd opgericht in 1956. In 2004 werden ze vicekampioen achter Maracaju in de tweede klasse van het Campeonato Sul-Mato-Grossense en promoveerde zo naar de hoogste klasse. Na twee seizoenen middenmoot kon de degradatie maar net vermeden worden in 2007. In 2010 plaatste de club zich voor het eerst voor de kwartfinale om de titel en werd hier uitgeschakeld door Naviraiense. In 2011 volgde een degradatie. De club trok zich nadien terug uit de competitie.